# Isaac Díaz
Isaac Alejandro Díaz Lobos (Fresia, 24 de março de 1990) é um futebolista chileno. Atualmente joga na Universidad de Chile como atacante.

## Carreira

### Huachipato
Díaz começou a jogar futebol aos nove anos. Cinco anos mais tarde, e depois de jogar um campeonato sub-20 em Puerto Montt, foi testado no Colo-Colo mas saiu, depois de um período em Santiago decidiu voltar para sua cidade natal. Em seguida, participou de um campeonato em Los Ángeles, onde Arturo Salah o levou para as categorias de base do Huachipato, onde, eventualmente, desenvolveu sua carreira nas categorias de base até que se incorporou a equipe profissional em 2009.

### Trasandino e Naval
Em 2010, ele jogou na Terceira Divisão pelo Trasandino. Ele então se mudou para o Naval, clube onde marcou sete gols em toda a temporada.

### Ñublense
Acertou com o Ñublense em 2012, onde teve um extraordinário ano, se destacando em toda as competições e sendo eleito o melhor jogador da Primera B pelo El Gráfico Chile.

### Universidad de Chile
Sua grande performance em toda as competições o levou a ser comprado pela Universidad de Chile por 250.000 US$ e ser um dos primeiros reforços da la “U” para 2013.

## Estatísticas
Até 22 de fevereiro de 2013.

### Clubes
| Clube                | Temporada         | Campeonato nacional | Campeonato nacional | Copa nacional[a] | Copa nacional[a] | Competições continentais[b] | Competições continentais[b] | Outros torneios[c] | Outros torneios[c] | Total | Total |
| Clube                | Temporada         | Jogos               | Gols                | Jogos            | Gols             | Jogos                       | Gols                        | Jogos              | Gols               | Jogos | Gols  |
| -------------------- | ----------------- | ------------------- | ------------------- | ---------------- | ---------------- | --------------------------- | --------------------------- | ------------------ | ------------------ | ----- | ----- |
| Universidad de Chile | 2013              | 1                   | 0                   | 0                | 0                | 0                           | 0                           | 0                  | 0                  | 1     | 0     |
| Universidad de Chile | Total             | 1                   | 0                   | 0                | 0                | 0                           | 0                           | 0                  | 0                  | 1     | 0     |
| Total na carreira    | Total na carreira | 1                   | 0                   | 0                | 0                | 0                           | 0                           | 0                  | 0                  | 1     | 0     |

- a. ^ Jogos da Copa Chile
- b. ^ Jogos da Copa Libertadores e Copa Sul-Americana
- c. ^ Jogos do Jogo amistoso

## Títulos

### Prêmios individuais
- Melhor Jogador da Primera B pelo El Gráfico Chile: 2012